# Konståret 2003

## Händelser

### December
- December – Då det 2003 är 150 års sedan Carl Larsson föddes uppmärksammar Posten i Sverige det med att lågra några av hans tavlor bli motiv för årets julfrimärken.[1]

### Okänt datum
- Prins Eugen-medaljen tilldelas Ulla Fries, grafiker och tecknare, Léonie Geisendorf, arkitekt, Carl Otto Hultén, konstnär, och Liv Blåvarp, norsk smyckeskonstnär.
- Grayson Perry tilldelades Turnerpriset.
- Österåkers konsthall inleder sin utställningsverksamhet

## Verk
- Tony Cragg – Stainless Steel Pillar

## Utställningar
- "Against all Evens ", Göteborgs andra internationella konstbiennal.

## Avlidna
- 30 mars - Alejandro Lozano (född 1939), spansk konstnär, målare, mosaikister, och skulptör.
- 31 mars - Sylvia Leuchovius, 88, svensk konstnär och formgivare.
- 11 maj - Edna Martin, 94, svensk textilkonstnär.
- 12 juli - Willy Gordon (född 1918), svensk skulptör och konstnär.
- 31 juli - Roland Svensson (född 1910), svensk konstnär och författare.
- 21 augusti - John Coplans (född 1920), brittisk-amerikansk konstnär.
- 27 augusti - Arne Gadd, 82, svensk målare, tecknare, grafiker och författare.
- 8 september - Herbert Gentry (född 1919), afroamerikansk konstnär.
- 18 oktober - Sigurd Persson (född 1914), svensk designer, ädelsmed och skulptör.
- 24 november - Atti Johansson (född 1917), svensk konstnär.
- 15 december - John Wierth, 83, svensk konstnär.
- 27 december - Olle Kåks (född 1941), svensk konstnär.

### Fotnoter
1. ↑   När Var Hur 2005. DN